# 오자와 세이지 씨와 음악을 이야기하다
《오자와 세이지 씨와 음악을 이야기하다》는 도쿄, 하와이, 스위스등 여러 장소에서 무라카미의 LP 수집물을 들으면서, 무라카미가 청자가 되어 오자와가 녹음 당시의 모습을 되돌아 본 대담 책이다. 일본 내에서는 클래식 애호가 이외의 독자들에게도 호응을 얻어 베스트셀러가 되었다. 2012년에는 '제11 회 '고바야시 히데오상'을 수상하였다. 그 밖에 책에서 언급된 여러 음반에서 선정된 곡들을 포함한 3장의 CD 세트도 발매되었는데, 소책자에는 무라카미가 작성한 해설도 있다.